# Chin'toka
Chin'toka è un sistema stellare immaginario dell'universo di fantascienza di Star Trek. È il luogo dell'azione offensiva maggiore da parte della Federazione Unita dei Pianeti, dell'Impero Klingon e dell'Impero Stellare Romulano contro il Dominio nella serie televisiva Star Trek: Deep Space Nine. È stato inoltre il sito di altre battaglie durante la Guerra del Dominio. Altre azioni furono intraprese all'interno di questo sistema qualche anno dopo.

## Prima battaglia di Chin'Toka

### Generalità
Il primo anno della Guerra del Dominio consistette in due fasi principali, e per i primi sei mesi gli Alleati erano in uno stato di costante ritirata, perdendo molte delle maggiori azioni contro i Jem'Hadar. Durante questo periodo, le iniziative rimasero quasi tutte al Dominio. Tutto cambiò con l'operazione per riconquistare Deep Space Nine: le flotte federali e klingon inflisero una grande sconfitta alle forze del Dominio, distruggendo una flotta di oltre 1200 navi, riprendendosi DS9 e, con l'aiuto dei Profeti, far scomparire nel nulla migliaia di vascelli del Dominio attraversanti il Tunnel Spaziale Bajoriano a rinforzo della situazione.
Per i seguenti sei mesi, la guerra prese una specie di pausa, alcuni combattimenti continuarono lungo le linee di frontiera, ma da quando il Dominio conquistò Betazed la guerra si portò più interna al territorio federale, conducendo i comandanti dell'Alleanza Federale a meditare un piano di un'offensiva, sperando che la loro flotta ce l'avrebbe fatta. Statisticamente erano dalla parte degli invasori, e così l'unico modo per allontanarli era un attacco totale delle flotte dell'Alleanza all'interno dello spazio del Dominio nel Quadrante Alfa, perciò verso lo spazio cardassiano.
L'entrata in guerra dei romulani, attorno alla fine del 2374, approvvigionò l'Alleanza di nuove risorse e permetté di ricondurre offensive per rendere le forze del dominio più deboli. Il Capitano Benjamin Sisko pianificò quell'offensiva, puntando sul sistema Chin'toka, che era stato da poco abbandonato dalle truppe cardassiane ed era perciò poco difeso.

### La battaglia
Per difendere le proprie navi, i cardassiani impiantarono centinaia di piattaforme difensive automatizzate, ognuna caricata con banchi phaser molto potenti, un migliaio di siluri al plasma e scudi a rigenerazione. Per aggirare il problema, la flotta dell'Alleanza cercò di conquistare il sistema Chin'toka prima dell'attivazione delle suddette piattaforme. Per prendere tempo e lasciarne all'attivazione delle piattaforme, sei squadroni di vascelli da assalto Jem'Hadar si lanciarono in un'azione suicida contro le navi klingon, ma l'azione fallì: essi riuscirono a disabilitare o distruggere solo 15 vascelli klingon. Intanto le forze dell'Alleanza avevano distrutto una dozzina di piattaforme, ma la loro potenza diminuì dall'arrivo delle flotte nemiche. Venne ingaggiata una violenta battaglia: molti vascelli dell'Alleanza vennero distrutti o gravemente danneggiati, mentre la griglia difensiva soffrì di gravi perdite.
L'equipaggio della USS Defiant scoprì che le piattaforme erano alimentate da una griglia energetica posta su un asteroide in orbita attorno al pianeta Chin'toka III. I Federali usarono il deflettore di navigazione della nave per lanciare un impulso Warp contro l'asteroide, distruggendo quello e la griglia di alimentazione energetica, cosicché vennero disattivate tutte le piattaforme difensive e poté cominciare l'assalto al pianeta.

### I Profeti
Gli alieni che vivono nel Tunnel Spaziale Bajoriano ordinarono a Sisko di non partecipare alla battaglia, lasciandolo nel dubbio se seguire la sua uniforme o il suo compito di Emissario dei Profeti, e Sisko scelse l'uniforme. Durante la sua partenza dalla stazione DS9, Gul Dukat, posseduto da un Pah-wraith (un Profeta maligno), salì a bordo di Deep Space Nine e assassinò Jadzia Dax. Poi Dukat riuscì a rimandare il Pah-wraith nel Tunnel Spaziale. Questo spinse i Profeti a bloccare e indebolire Sisko a bordo della USS Defiant.

## Seconda Battaglia di Chin'toka
La Seconda Battaglia di Chin'toka evidenziò l'entrata della Confederazione Breen nella Guerra del Dominio, alleandosi col Dominio. La battaglia ebbe luogo subito dopo il veloce attacco dei Breen contro la Terra (una loro vittoria morale, anche se tatticamente parlando persero tutti i vascelli attaccanti); il Comando di Flotta, a San Francisco, venne danneggiato ma le capacità difensive dell'Alleanza non vennero intaccate significativamente. Il sistema Chin'toka era l'unica base dell'Alleanza Federale all'interno del territorio del Dominio, e la sua riconquista da parte di quest'ultimo segnò la fine delle azioni offensive dell'Alleanza.
La battaglia prese luogo in due parti, con un iniziale assalto del Dominio che ruppe le linee dell'Alleanza a difesa di Chin'toka, quindi si rese necessario un veloce contrattacco da parte dell'Alleanza. La seconda parte della battaglia vide per la prima volta la comparsa delle armi a energia Breen che disabilitarono la maggior parte della Flotta di contrattacco. Le armi, durante l'attacco, attingevano energia dalle riserve delle navi nemiche; la battaglia diventò presto una delle più grandi sconfitte dell'Alleanza durante la Guerra. Fra i vascelli distrutti vi fu anche la USS Defiant. La Femmina Cambiante era fermamente convinta che un attacco senza sosta per il sistema Chin'toka, oltre alla riconquista di un territorio strategico, avrebbe portato il Dominio verso un periodo di ripresa bellica, dopo un lungo tempo di difensiva.
Un vascello klingon sopravvisse alle armi Breen grazie ad una miglioria al nucleo di curvatura di prima della battaglia. I klingon presto modificarono tutte le loro navi, le forze federali e romulane si ritirarono. I klingon, data la situazione degli alleati, furono costretti a portare avanti la difesa del territorio dell'Alleanza Federale praticamente da soli, finché le flotte alleate non si fossero ricostituite.
Non molto più tardi, il Legato Damar, indispettito dai favoritismi del Dominio verso i Breen più che verso Cardassia, cominciò a condurre un movimento di resistenza contro il Dominio, che avrebbe distratto quest'ultimo dal fronte di guerra.